# Panthiades phaleros
Panthiades phaleros is een vlinder uit de familie van de Lycaenidae. De wetenschappelijke naam van de soort werd als Papilio phaleros in 1767 gepubliceerd door Carl Linnaeus.

## Synoniemen
- Papilio silenus Cramer, 1780
- Papilio agis Drury, 1782
- Hesperia chiton Fabricius, 1793
- Papilio silenissa Herbst, 1800